# Siouville (spot de surf)
Pour la commune, voir Siouville-Hague.
Le spot de Siouville est un spot de surf, de planche à voile (windsurf), de kitesurf et de char à voile situé à Siouville, en Normandie.

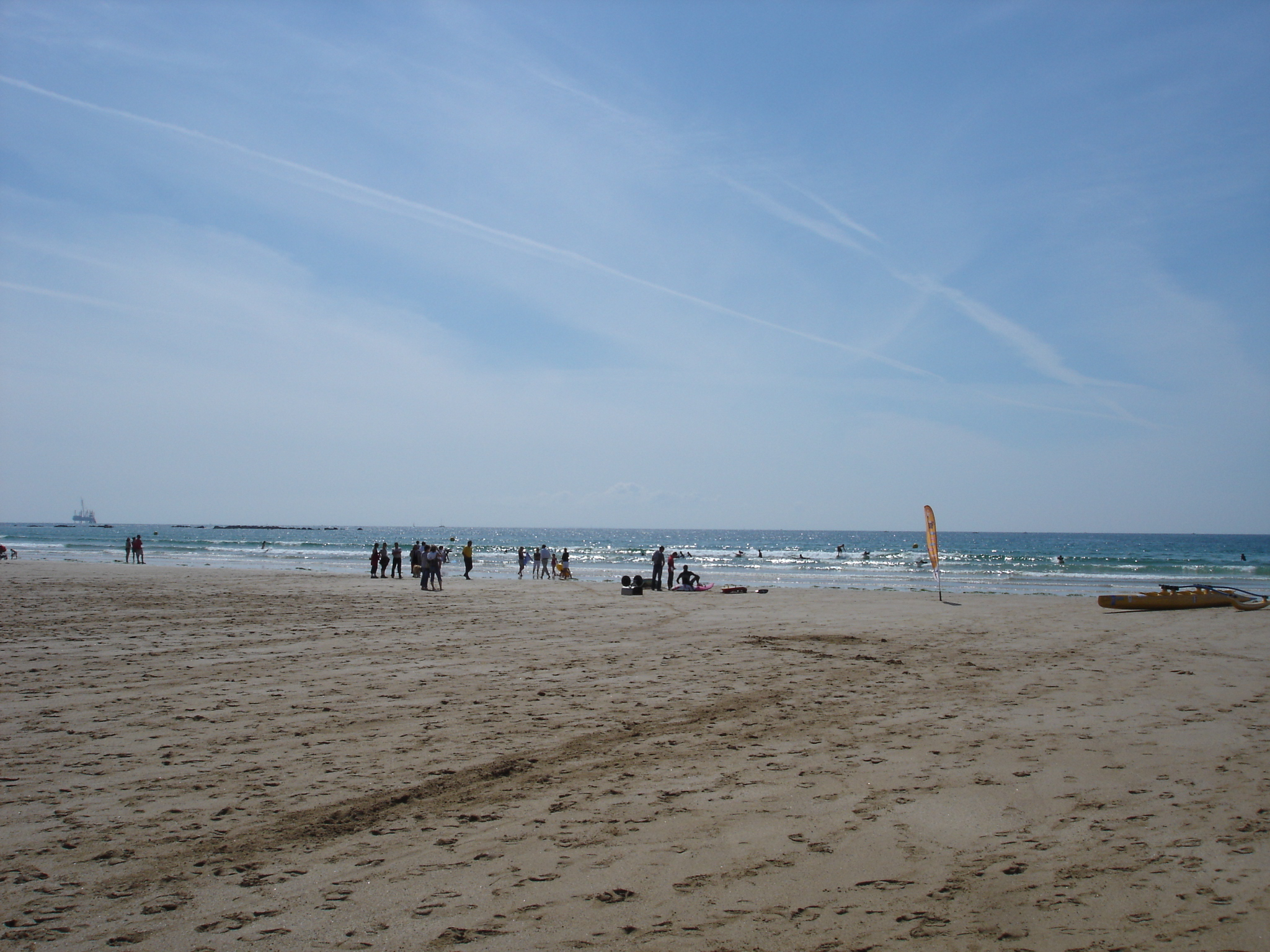
Plage de Siouville pendant le Siouville Surf Open, Juin 2008
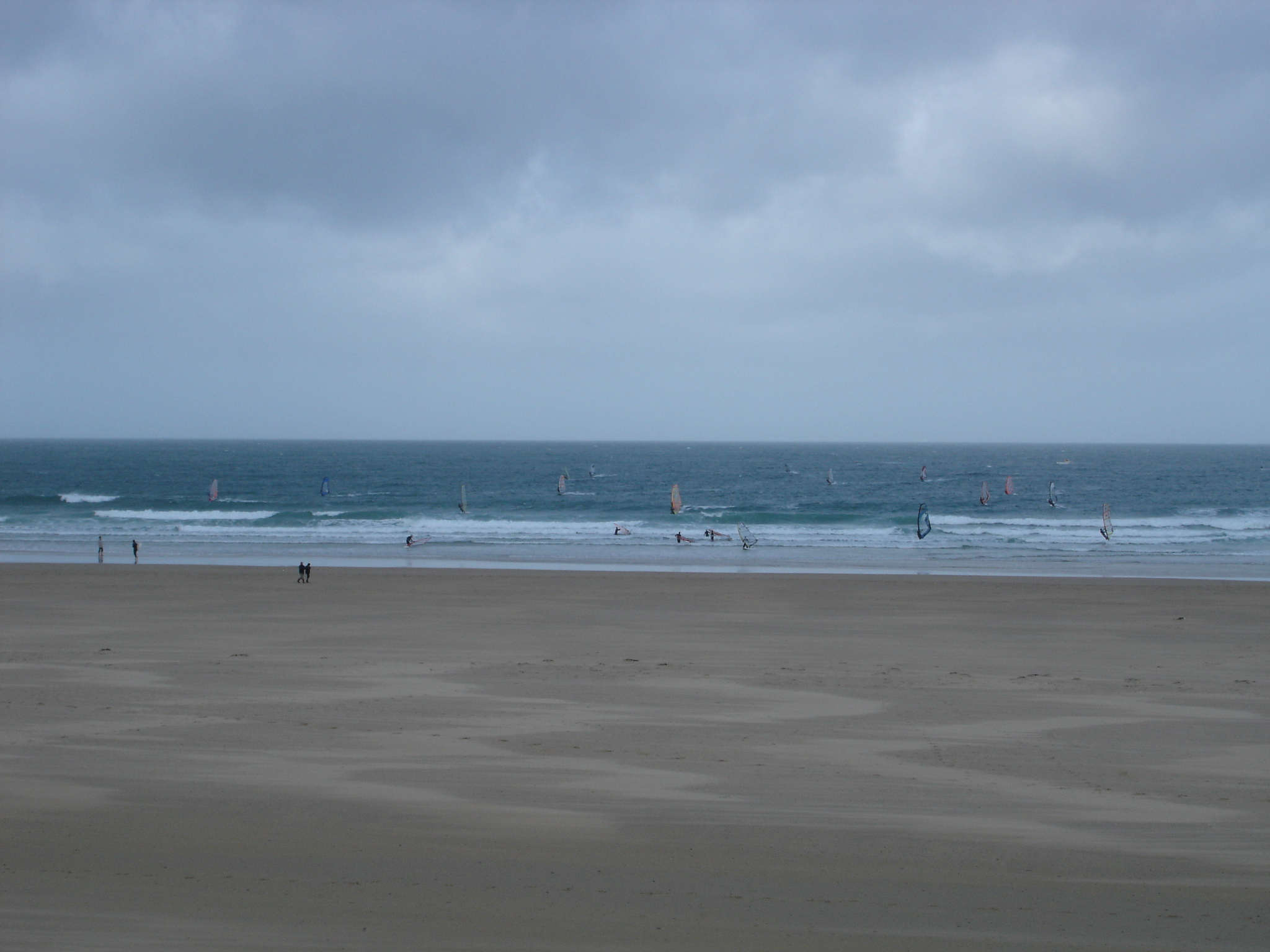
Windsurfeurs à Siouville, Octobre 2006